# گراتزیانو مانچینلی
گراتزیانو مانچینلی (ایتالیایی: Graziano Mancinelli؛ ۱۸ فوریه ۱۹۳۷ – ۸ اکتبر ۱۹۹۲) سوارکار اهل ایتالیا بود.
وی در مسابقات کشوری و بین‌المللی در مجموع برندهٔ ۲ مدال طلا، ۱ مدال نقره، ۳ مدال برنز شده‌است.